# 和泉新
和泉 新（いずみ あらた、1982年7月31日 - ）は、日本の山口県下関市出身で、インド国籍の元サッカー選手。ポジションは、MF、FW。

## 経歴
インド人の父と日本人の母との間に下関市彦島で生まれる。小学校4年生の時にスポーツ少年団でサッカーを始め、彦島中学を経て下関中央工業高校に進む。高校では宮本亨が同級生で、県大会で準優勝するなどの成績を残したがJリーグのチームからオファーはなく、卒業後は新潟県のJAPANサッカーカレッジに入学した。
専門学校在学中の2005年1月からアルビレックス新潟シンガポールに所属してSリーグでプレーした。この時にIリーグからオファーを受けたが環境の違いなどから断り、同年秋に帰国後は自動車工場に塗装工として勤めながら三菱自動車水島FCでサッカーを続けた。ここで再びオファーを受け、プロへの想いなどから、2006年にコルカタに本拠地を置くIリーグ・イースト・ベンガルFCに移籍。Iリーグにおける初の日本人選手となった。このシーズンは攻撃的ミッドフィールダーとして1ゴール10アシストの活躍を残し、5チームからのオファーの末に2年契約でムンバイのマヒンドラ・ユナイテッドFCへ移籍。しかし、2007年は左足親指を骨折して6試合の出場にとどまった。
2008年シーズンはデュランド・カップで優勝した。2009年には1部に昇格したばかりのプネーFCに移籍。2010年にインド人女性と結婚。2012年8月、インド国籍を取得し、2013年1月29日、2月6日のパレスチナ代表との親善試合で対戦するインド代表に招集された。現地メディアによると、外国出身者のインド代表入りは初めてのことだという。
2014年シーズンをもって5年間在籍したプネーFCを退団。2015年夏のプレーヤーオークションでインド・スーパーリーグのアトレティコ・デ・コルカタに680万ルピー（約1250万円）で落札された。
2018年、自身のInstagramで現役引退と引退後はインディアン・スーパーリーグのアカデミー部門であるリライアンス・ファウンデーション・ヤング・チャンプでコーチ業を行っていくことを発表した。

## 所属クラブ
- 下関市立角倉小学校
- 下関市立彦島中学校
- 下関中央工業高校
- JAPANサッカーカレッジ[6]
- 2005年  アルビレックス新潟シンガポール
- 2006年  三菱自動車水島FC
- 2006年-2007年  イースト・ベンガルFC
- 2007年-2009年  マヒンドラ・ユナイテッドFC
- 2009年-2014年  プネーFC
- 2015年-  アトレティコ・デ・コルカタ
  - 2016年-  ムンバイFC
- 2016年  FCプネー・シティ
- 2017年  NEROCA FC
- 2017年-2018年 ケーララ・ブラスターズFC

## 個人成績
| 国内大会個人成績 | 国内大会個人成績   | 国内大会個人成績 | 国内大会個人成績 | 国内大会個人成績 | 国内大会個人成績 | 国内大会個人成績 | 国内大会個人成績 | 国内大会個人成績 | 国内大会個人成績 | 国内大会個人成績 | 国内大会個人成績 |
| 年度             | クラブ             | 背番号           | リーグ           | リーグ戦         | リーグ戦         | リーグ杯         | リーグ杯         | オープン杯       | オープン杯       | 期間通算         | 期間通算         |
| 年度             | クラブ             | 背番号           | リーグ           | 出場             | 得点             | 出場             | 得点             | 出場             | 得点             | 出場             | 得点             |
| シンガポール     | シンガポール       | シンガポール     | シンガポール     | リーグ戦         | リーグ戦         | リーグ杯         | リーグ杯         | シンガポール杯   | シンガポール杯   | 期間通算         | 期間通算         |
| ---------------- | ------------------ | ---------------- | ---------------- | ---------------- | ---------------- | ---------------- | ---------------- | ---------------- | ---------------- | ---------------- | ---------------- |
| 2005             | 新潟S              |                  | Sリーグ          | 22               | 3                | 2                | 1                | 0                | 0                | 24               | 4                |
| 日本             | 日本               | 日本             | 日本             | リーグ戦         | リーグ戦         | リーグ杯         | リーグ杯         | 天皇杯           | 天皇杯           | 期間通算         | 期間通算         |
| 2006             | 三菱水島           | 15               | JFL              | 25               | 1                | -                | -                | 0                | 0                | 25               | 1                |
| インド           | インド             | インド           | インド           | リーグ戦         | リーグ戦         | リーグ杯         | リーグ杯         | オープン杯       | オープン杯       | 期間通算         | 期間通算         |
| 2006-07          | イースト・ベンガル |                  | NFL              | 14               | 1                | 1                | 0                | 0                | 0                | 15               | 1                |
| 2007-08          | マヒンドラ         |                  | Iリーグ          | 8                | 1                | 4                | 0                | 2                | 0                | 14               | 1                |
| 2008-09          | マヒンドラ         | 19               | Iリーグ          | 16               | 1                | 4                | 0                | 1                | 0                | 21               | 1                |
| 2009-10          | プネー             | 8                | Iリーグ          | 26               | 10               | 0                | 0                | 3                | 3                | 29               | 11               |
| 2010-11          | プネー             | 8                | Iリーグ          | 24               | 6                | 2                | 0                | 2                | 0                | 28               | 6                |
| 2011-12          | プネー             | 8                | Iリーグ          | 21               | 3                | 0                | 0                | 3                | 0                | 24               | 3                |
| 2012-13          | プネー             | 8                | Iリーグ          | 22               | 5                | 0                | 0                | 2                | 1                | 24               | 6                |
| 2013-14          | プネー             | 8                | Iリーグ          | 15               | 1                | 4                | 1                | 0                | 0                | 0                | 0                |
| 通算             | 日本               | 日本             | JFL              | 25               | 1                | -                | -                | 0                | 0                | 25               | 1                |
| 通算             | シンガポール       | シンガポール     | Sリーグ          | 22               | 3                | 2                | 1                | 0                | 0                | 24               | 4                |
| 通算             | インド             | インド           | NFL              | 14               | 1                | 1                | 0                | 0                | 0                | 15               | 1                |
| 通算             | インド             | インド           | Iリーグ          | 132              | 27               | 14               | 1                | 13               | 4                | 159              | 32               |
| 総通算           | 総通算             | 総通算           | 総通算           | 193              | 32               | 20               | 2                | 13               | 4                | 226              | 38               |